# فيرنر شميت
فيرنر شميت هو سياسي كندي، ولد في 18 يناير 1932 في كندا. حزبياً، نشط في حزب المحافظين الكندي. وقد انتخب عضو مجلس العموم الكندي.